# J. M. Coetzee
John Maxwell Coetzee (Città del Capo, 9 febbraio 1940) è uno scrittore e saggista sudafricano naturalizzato australiano, Premio Nobel per la letteratura nel 2003.
J. M. Coetzee (come firma i suoi libri) è uno scrittore estremamente eterogeneo, celebre per le sue opere di narrativa, critica e per le numerose attività accademiche che lo hanno visto impegnato come professore, linguista e traduttore. È uno dei maggiori esponenti del postmodernismo e postcolonialismo del XX secolo.
Coetzee si è trasferito in Australia nel 2002 ed è diventato cittadino australiano nel 2006. Vive ad Adelaide. 

## Biografia
Coetzee (pronuncia inglese [kʊtˈsiː], afrikaans [kutˈsiə]) è nato il 9 febbraio 1940 a Città del Capo in Sudafrica da genitori di stirpe afrikaner. Il padre ha lavorato come avvocato, impiegato pubblico e allevatore di pecore; la madre era maestra. In casa si parlava inglese, ma con gli altri parenti Coetzee parlava afrikaans. La famiglia discendeva da coloni olandesi stabilitisi in Sudafrica già nel diciassettesimo secolo. Coetzee ha anche radici polacche, in quanto il bisnonno Baltazar (o Balcer) Dubiel era un immigrato polacco.
Coetzee ha trascorso la maggior parte dell'infanzia a Città del Capo e a Worcester nella Provincia del Capo (oggi nel Capo Occidentale), come ha raccontato nell'autobiografia romanzata Boyhood: Scenes from Provincial Life (Infanzia. Scene di vita di provincia) (1997). Quando aveva otto anni, la famiglia si trasferì a Worcester dopo che il padre perse l'impiego pubblico per dissensi sull'apartheid. Coetzee ha frequentato la scuola cattolica di Saint Joseph, a Rondebosch nei pressi di Città del Capo; in seguito, egli ha studiato matematica e inglese all'Università di Cape Town, e ha ottenuto i diplomi di Bachelor of Arts con lode in inglese nel 1960 e in matematica nel 1961.
Coetzee ha sposato nel 1963 Philippa Jubber, da cui ha divorziato nel 1980. Ha avuto una figlia, Gisela, nata nel 1968, e un figlio, Nicolas, nato nel 1966. Quest'ultimo nel 1989 è morto in un incidente.

## Carriera accademica e letteraria
Nel 1962 Coetzee si è trasferito nel Regno Unito, dove è rimasto per tre anni lavorando come programmatore informatico, dapprima all'IBM a Londra, poi a Bracknell, nel Berkshire. Nel 1963, mentre vive nel Regno Unito, ha ottenuto la laurea all'Università di Città del Capo con una tesi sui romanzi di Ford Madox Ford. Ha raccontato le sue esperienze in Inghilterra nel secondo volume di memorie romanzate, Youth: Scenes from Provincial Life (2002).
Con il Programma Fulbright nel 1965 è andato all'Università del Texas ad Austin, dove ha conseguito il dottorato in linguistica nel 1969, con una tesi sull'analisi stilistica computerizzata nelle opere di Samuel Beckett. Frattanto, aveva iniziato a insegnare letteratura all'Università di Buffalo nello Stato di New York. Qui è rimasto fino al 1971 e ha iniziato il primo romanzo, Dusklands (Terre al crepuscolo). In quest'anno la sua richiesta di residenza negli Stati Uniti è stata respinta perché aveva preso parte al movimento di protesta contro la guerra del Vietnam: nel mese di marzo del 1970, con altri 45 docenti, aveva occupato un'aula dell'università ed era stato arrestato.
È quindi tornato in Sudafrica come insegnante di letteratura inglese all'università di Città del Capo dove ha compiuto la carriera accademica fino al pensionamento nel 2002. Si è quindi trasferito ad Adelaide, in Australia, divenendo membro onorario del Dipartimento d'inglese all'università, dove insegna la sua compagna, Dorothy Driver. Fino al 2003 è stato professore al Committee on Social Thought dell'università di Chicago.
Oltre ai romanzi, Coetzee ha pubblicato opere di critica e traduzioni dalla lingua olandese e dall'afrikaans.
Il 6 marzo 2006 ha ottenuto la cittadinanza australiana.
Nel 2013 ha pubblicato il romanzo L'infanzia di Gesù.

## Collaborazioni
Nel 2012, Coetzee ha scritto il libretto per l'opera  Slow Man  di Nicholas Lens, basato sul suo romanzo  Slow Man.  La prima mondiale dell'opera è stata data il 5 luglio 2012 durante il Malta Festival di Poznań, in Polonia.

## Personalità
Coetzee è molto riservato ed evita la pubblicità al punto tale che non ha ritirato personalmente i due Booker Prize. Lo scrittore Rian Malan ha detto:
Di conseguenza, le copie dei suoi romanzi firmate dall'autore sono molto ricercate. Per questo è stato una figura chiave nella pubblicazione presso la Oak Tree Press delle First Chapter Series, opere di grandi autori in edizione limitata e firmate a scopo benefico, in favore dei bimbi vittime dell'AIDS in Africa.
Negli ultimi anni, Coetzee ha assunto apertamente posizioni critiche contro i maltrattamenti di animali e a favore del movimento per i diritti degli animali. In un discorso tenuto a Sydney per l'associazione australiana Voiceless per i diritti degli animali, il 22 febbraio 2007, si è scagliato contro le tecniche moderne di allevamento degli animali. Famose le sue due conferenze (I poeti e gli animali e I filosofi e gli animali, pubblicate in italiano dall'editore Adelphi nel volume La vita degli animali) scritte per un convegno in Australia a favore dei diritti degli animali e dell'etica vegetariana, in collaborazione col filosofo Peter Singer.
Anche nella narrativa Coetzee si è impegnato su queste tematiche; in particolare nei romanzi Vergogna (Disgrace), La vita degli animali e Elizabeth Costello.

## Riconoscimenti
Malgrado la sua nota allergia alle cerimonie di premiazione, Coetzee ha ricevuto molti riconoscimenti. Il romanzo Waiting for the Barbarians (Aspettando i barbari) ha ottenuto il "James Tait Black Memorial Prize" e il Geoffrey Faber Memorial Prize; Coetzee ha vinto tre volte il "CNA Prize". Il libro Age of Iron (Età di ferro) ha ricevuto il premio come libro dell'anno del «Sunday Express» nel 2007, e The Master of Petersburg (Il maestro di Pietroburgo) ha ottenuto il premio internazionale per la narrativa di «Irish Times» nel 1995. Ha anche ricevuto il Prix Femina, il Commonwealth Writers' Prize e nel 1987 il Jerusalem Prize for the Freedom of the Individual in Society.
Gli è stato assegnato nel 1994 il Premio Mondello come autore straniero per Il maestro di Pietroburgo (Donzelli).
È stato il primo scrittore insignito due volte del Booker Prize: la prima nel 1983 per Life & Times of Michael K (La vita e il tempo di Michael K), la seconda nel 1999 per Vergogna. Solo un altro scrittore ha ricevuto due volte il premio, l'australiano Peter Carey. Coetzee è anche stato finalista al concorso per il premio nel 2009 col romanzo Summertime. Il premio è però stato assegnato a Hilary Mantel.
Il 2 ottobre 2003 è stato annunciato che aveva vinto il Premio Nobel per la letteratura, il quarto africano a riceverlo, il secondo sudafricano dopo Nadine Gordimer.
Nella motivazione del premio, l'Accademia svedese ha dichiarato "I racconti di John Maxwell Coetzee sono caratterizzati da una composizione ben articolata, ricca di dialogo e analiticamente brillante". La sua opera "tra molteplici travestimenti espone la sconcertante complicità dell'alienazione" e "descrive il sorprendente ruolo degli outsider nella storia".
La premiazione si è svolta a Stoccolma il 10 dicembre 2003. Il 27 settembre 2005 Coetzee ha ricevuto dal governo sudafricano l'Ordine di Mapungubwe per "il suo straordinario contributo nel campo letterario e per aver messo il Sudafrica in primo piano sulla scena mondiale". Ha ricevuto lauree honoris causa dalle Università di Adelaide, Austin, Oxford e altre.
Nel 2001 è stato insignito del titolo di duca di Deshonra dal sovrano del Regno di Redonda.

## Orientamento politico
Scrivendo della sua vita in terza persona, nel libro Doubling the Point, Coetzee afferma:
(Da studente egli, questa persona, questo soggetto, il mio soggetto, si tiene alla larga dalla destra. Da bambino a Worcester ha conosciuto della destra Afrikaner, delle sue declamazioni, abbastanza da averne per tutta la vita. In realtà, anche prima di Worcester ha visto più crudeltà e violenza di quanto si addica a un bambino. Perciò da studente si muove al margine della sinistra senza farne parte. Condivide l'attenzione della sinistra per i diritti umani, ma viene allontanato, quando si arriva al dunque, dal suo linguaggio - da tutto il linguaggio politico, anzi.)
A proposito di quest'ultima frase, ha detto in un'intervista:
(Non c'è più una sinistra degna d'esser menzionata, né un linguaggio della sinistra. Il linguaggio della politica, con la sua recente inclinazione economicistica, è anche più repellente di quanto fosse quindici anni fa.)

### Il giudizio sul Sudafrica
Insieme a André Brink e a Breyten Breytenbach, Coetzee è stato "in prima fila nel movimento anti-apartheid nella letteratura afrikaner" nel ricevere il Premio Jerusalem nel 1987, Coetzee ha parlato delle limitazioni cui è soggetta l'arte nella società sudafricana, le cui strutture hanno prodotto "relazioni deformate e forzate tra gli esseri umani" e "una vita interiore deformata e forzata". ha continuato dicendo che "la letteratura sudafricana è una letteratura in stato di schiavitù. È una letteratura non completamente umana. È proprio quel genere di letteratura che ci si aspetterebbe fosse scritta da persone in prigione". Ha chiesto al governo sudafricano di rinunciare alla politica dell'apartheid. Lo studioso Isidore Diala afferma che J. M. Coetzee, Nadine Gordimer e André Brink sono "tre dei più eminenti scrittori bianchi del Sudafrica, tutti con un preciso impegno anti-apartheid".
Si è visto il romanzo Vergogna come un'allegoria della Commissione per la verità e la riconciliazione (Truth and Reconcialiation Commission, TRC).
Su di essa Coetzee ha affermato: "In uno stato senza una religione ufficiale, la TRC è stata in certo modo anomala: una specie di tribunale basato in larga misura sull'insegnamento cristiano e su un filone di insegnamento cristiano accettato interiormente solo da una piccola parte della popolazione. Soltanto il futuro potrà dire che cosa la TRC è riuscita ad ottenere".
Dopo aver ufficialmente ricevuto la cittadinanza australiana, Coetzee ha detto: "Non ho lasciato il Sudafrica, con cui mantengo forti legami affettivi; piuttosto sono venuto in Australia. Sono venuto perché fin dalla mia prima visita nel 1991 sono stato attratto dallo spirito libero e generoso della popolazione, dalla bellezza del territorio e - quando ho visto per la prima volta Adelaide - dal fascino della città che ora ho l'onore di chiamare casa mia". Quando si era trasferito in Australia, aveva citato il lassismo del governo sudafricano verso la criminalità come un motivo per il trasferimento, scontrandosi con il presidente del Sudafrica Thabo Mbeki che, parlando del romanzo Vergogna dichiarò: "Il Sudafrica non è solo un posto di stupri". Nel 1999 l'African National Congress, durante un'inchiesta sul razzismo nei media da parte della Commissione sudafricana per i diritti umani, indicò Vergogna come un romanzo che sfrutta gli stereotipi razziali.
Tuttavia, quando Coetzee ha vinto il Nobel, il presidente Mbeki si è congratulato con lui "a nome della nazione sudafricana e anzi del continente africano".

### Critica alle leggi antiterrorismo
Nel 2005, Coetzee ha criticato le nuove leggi antiterrorismo dell'Australia in quanto simili a quelle adottate dal regime dell'apartheid in Sudafrica: "Pensavo che gli autori delle leggi sudafricane che di fatto hanno sospeso l'applicazione del diritto fossero moralmente dei barbari. Ora mi rendo conto che erano solo pionieri in anticipo sui tempi". Nel libro del 2007 Diary of a Bad Year (Diario di un anno difficile), che è stato descritto come una fusione di "memorie e invenzione, critica accademica e narrazione romanzesca", che non riconosce "il confine che ha tradizionalmente separato la teoria politica dalla narrativa d'invenzione", il protagonista esprime analoghe preoccupazioni sulla politica di John Howard e di George W. Bush.

## Opere

### Narrativa
- 1974: Terre al crepuscolo (Dusklands)
- 1976: Deserto; poi Nel cuore del paese (In the Heart of the Country)
- 1980: Aspettando i barbari (Waiting for the Barbarians)
- 1983: La vita e il tempo di Michael K (Life and Time of Michael K), vincitore del Booker Prize
- 1986: Foe (Foe)
- 1990: Età di ferro (Age of Iron)
- 1994: Il maestro di Pietroburgo (The Master of Petersburg)
- 1997: Infanzia. Scene di vita di provincia (Boyhood)
- 1999: La vita degli animali (The Lives of Animals)
- 1999: Vergogna ( Disgrace), vincitore del Booker Prize
- 2002: Gioventù. Scene di vita di provincia (Youth)
- 2003: Elizabeth Costello (Elizabeth Costello), longlisted al Booker Prize
- 2005: Slow Man (Slow Man), (libretto per la versione dell'opera nel 2012), longlisted al Booker Prize
- 2007: Diario di un anno difficile (Diary of a Bad Year)
- 2009: Tempo d'estate. Scene di vita di provincia (Summertime), finalista al Booker Prize
- 2013: L'infanzia di Gesù ( The Childhood of Jesus)
- 2014: Three Stories
- 2016: I giorni di scuola di Gesù (The Schooldays of Jesus ), trad. di Maria Baiocchi, Collana Supercoralli, Torino, Einaudi, 2017, ISBN 978-88-062-3396-9. longlisted al Booker Prize
- 2018: Bugie e altri racconti morali (Siete cuentos morales), trad. di Maria Baiocchi, Collana Supercoralli, Torino, Einaudi, 2019, ISBN 978-88-062-4199-5.
- 2019: La morte di Gesù (The Death of Jesus), trad. di Maria Baiocchi, Collana Supercoralli, Torino, Einaudi, 2020, ISBN 978-88-062-4606-8.
- 2023: Il Polacco (The Pole), trad. di Maria Baiocchi, Collana Supercoralli, Torino, Einaudi, 2023, ISBN 978-88-062-5752-1.

### Saggi critici
- Truth in Autobiography, 1984
- White Writing: On the Culture of Letters in South Africa, 1988
- J. M. Coetzee: le origini ideologiche dell'apartheid: emergere dalla censura (conferenza del 1992)[57]
- Doubling the Point: Essays and Interviews, 1992 (Doppiare il capo)
- Giving Offense: Essays on Censorship, 1996 (Pornografia e censura)
- Stranger Shores. Essays 1993-1999, 1999 (Spiagge straniere)
- He and His Man, 2004 (discorso di accettazione del Premio Nobel per la letteratura)
- Inner Workings. Essays 2000-2005, 2006 (Lavori di scavo)
- Here and Now: Letters, 2008–2011, 2013 (Qui e ora. Lettere 2008-2011, con Paul Auster)
- La buona storia. Conversazioni su verità, finzione e psicoterapia (The Good Story: Exchanges on Truth, Fiction and Psychotherapy, 2015) con Arabella Kurtz, trad. Mara Baiocchi e Paola Splendore, Torino, Einaudi, 2017, ISBN 978-88-062-3012-8.
- Saggi 2006-2017 (Late Essays: 2006-2017), trad. Mara Baiocchi e Paola Splendore, Torino, Einaudi, 2021, ISBN 978-88-062-4803-1.

### Traduzioni e introduzioni
- Marcellus Emants, A Posthumous Confession, 1976, 1986 (trad. e introduzione)
- Wilma Stockenström, The Expedition to the Baobab Tree, 1983 (trad.)
- Landscape with Rowers: Poetry from the Netherlands, Princeton, NJ: Princeton University Press, 2004, ISBN 0-691-12385-3 (trad. e introduzione)
- Daniel Defoe, Robinson Crusoe, 1999 (introduzione)
- Patrick White, The Vivisector, 1999 (introduzione)
- Robert Musil, The Confusions of Young Törless, 2001 (introduzione)
- Graham Greene, Brighton Rock, 2004 (introduzione)
- Saul Bellow, Dangling Man, 2006 (introduzione)
- Samuel Beckett, Poems, Short Fiction, Criticism, vol. IV di The Grove Centenary Edition, 2006. (introduzione)
- Africa and Her Animals: Philosophical and Practical Perspectives, a cura di Rainer Ebert e Anteneh Roba, Pretoria: University of South Africa Press, 2018, ISBN 978-1-86888-900-6. (introduzione)